# Су Баркер
Су Баркер (енгл. Sue Barker; 19. април 1956, Пејнтон, Девон) бивша је енглеска тенисерка и телевизијска водитељка.

## Каријера
Током каријере освојила је једанаест ВТА титула, укључујући и једну гренд слем титулу на Отвореном првенству Француске 1976. године. Њен најбољи пласман на ВТА листи је 3. место у појединачној конкуренцији. Након повлачења, почела је да ради као водитељка на телевизији Би-Би-Си.

## Гренд слем финала

### Појединачно (1)
| Исход  | Година | Турнир      | Подлога | Противница      | Резултат      |
| Победа | 1976   | Ролан Гарос | шљака   | Рената Томанова | 6–2, 0–6, 6–2 |

## ВТА првенство

### Појединачно (1)
| Исход  | Година | Турнир        | Подлога   | Противница | Резултат      |
| ------ | ------ | ------------- | --------- | ---------- | ------------- |
| Финале | 1977   | ВТА првенство | тепих (д) | Крис Еверт | 6–2, 1–6, 1–6 |